# Héctor Pulido
Héctor Pulido Rodríguez (Michoacán, 1942. december 20. – 2022. február 18.) mexikói válogatott labdarúgó.

## Pályafutása

### Klubcsapatban
1963–1977 között a Cruz Azul játékosa volt. Később játszott még a Club Jalisco (1977–1979), és kölcsönben a Los Angeles Aztecs (1978) csapatában.

### A válogatottban
1967–1973 között 43 alkalommal szerepelt a mexikói válogatottban és 6 gólt szerzett. Részt vett a hazai rendezésű 1968. évi nyári olimpiai játékokon és az 1970-es világbajnokságon.

### Edzőként
1986–1988 között a Cruz Azul, 1988–1989 között pedig a Correcaminos UAT együttesét irányította vezetőedzőként.

## Sikerei, díjai
Cruz Azul
- Mexikói bajnok (5): 1968–69, 1970, 1971–72, 1972–73, 1973–74
- Mexikói kupa (1): 1968–69
- Mexikói szuperkupa (2): 1969, 1974
- CONCACAF-bajnokok kupája (3): 1969, 1970, 1971